# デクラン・ガルブレイス
デクラン・ガルブレイス（Declan Galbraith、1991年12月19日 - ）は、イギリスの歌手。

## 経歴
7歳の頃、チャールズ・ディケンズを称える場で、初めて公の場での歌を披露した。その後、彼は地元のタレントショーに出場し、一年で15もの賞を獲得し、1000ポンド以上の賞金を手に入れた。この一連の成績により彼の歌の才能に気づいた主要なレコード会社はすぐさま彼との契約を交わした。
彼の最初のアルバムは、レコード会社大手の「EMI」の元、2002年9月22日に発売された「Declan」であった。

## 作品

### シングル
- Tell me why (2002)
- Love of My Life (2007)
- Ego You (2007)

### アルバム
- 2002: Declan
- 2006: Thank You
- 2007: You and Me